# 司马缉 (高阳王)
司马缉（？—278年8月28日），河内郡温县（今河南省焦作市温县）人，安平献王司马孚之孙，太原成王司马辅之子，西晋宗室。

## 生平
司马缉的七叔高阳元王司马有很好的声誉，晋武帝司马炎对他的去世十分哀伤惋惜，司马珪没有儿子，晋武帝在泰始十年（274年）十二月下诏以司马缉承袭司马珪的爵位。司马缉袭爵五年后，在咸宁四年七月庚寅（278年8月28日）去世，谥号哀，没有儿子。太康二年（281年），晋武帝下诏以太原王司马世子司马顒的儿子司马讼为司马缉的后裔，司马讼被封为真定县侯。

## 家庭

### 兄弟
- 司马弘，中丘王
- 司马韡，下邳王